# Kelly Duda
Kelly Duda (Little Rock, 6 giugno 1966) è un giornalista, produttore cinematografico e attivista statunitense.
È noto per aver realizzato il documentario Factor 8: The Arkansas Prison Blood Scandal sul commercio di plasma donato da detenuti infetti (virus HBV, HCV e HIV) nelle prigioni dello stato dell'Arkansas e poi utilizzato per produrre emoderivati distribuiti in tutto il mondo.

## Caso degli emoderivati infetti
La rivista Variety ha descritto Duda come un "pitbull con un osso burocratico" che "segue i soggetti senza paura e si avventura in ambienti ostili [e] se ne va, il più delle volte, con le informazioni che vuole ottenere" e il suo documentario Factor 8 come esempio di "giornalismo testardo" affermando che "una delle cose in Factor 8 che colpiscono lo spettatore è che Ken Starr ha speso più di 40 milioni di dollari cercando di addossare qualche colpa sull'allora Presidente Bill Clinton e ha dimenticato cosa Duda ha scoperto attraverso del puro lavoro investigativo".
Duda ha subito un numero significativo di atti ostili nel suo stato nativo dell'Arkansas come ritorsione nei confronti delle sue indagini: pneumatici dell'automobile tagliati, effrazioni, file rubati e altro. Variety ha anche riferito di una causa intentata contro Kelly Duda da Micheal Galster per il furto di proprietà intellettuale. Dopo aver vinto un'ingiunzione contro Duda nel gennaio del 2004, entrambe le parti hanno raggiunto un accordo verbale nell'aprile del 2005 con la conseguente revoca dell'ingiunzione.
L'American Film Institute ha sottolineato che "la dedizione alla verità di Kelly Duda è un'ispirazione - questa denuncia porta il suo cuore in pugno, rifiutando di lasciare che le vittime muoiano invano."
Duda ha fatto anche parte della gruppo della Fuji Television che ha prodotto The Hepatitis C Epidemic: A 15-Year Government Cover-up, programma che ha vinto nel 2003 il George Foster Peabody Award e si ritiene sia stato visto da più di 12 milioni di telespettatori in Giappone.
Le prove e i documenti portati alla luce da Duda sono stati utilizzati per aiutare 5500 vittime canadesi "dimenticate" ammalatesi a causa del sangue contaminato a ricevere nel 2006 un risarcimento di un miliardo di dollari da parte del governo federale canadese.
L'11 luglio 2007 Duda ha testimoniato (l'unico statunitense) alla commissione d'inchiesta sul sangue contaminato del Parlamento del Regno Unito sotto la supervisione di Peter Archer, Barone Archer di Sandwell (nota come Lord Archer Inquiry on Contaminated Blood).
Questa inchiesta mirava a scoprire il ruolo del governo britannico nello scandalo che portò a migliaia di infezioni e morti.
Nella testimonianza di Duda emerse il ruolo degli Stati Uniti nella tragedia in quello che Lord Robert Winston ha definito come "il peggiore disastro terapeutico nella storia del National Health Service". Descrivendolo come "un po' anticonformista", il New Statesman ha osservato riguardo a Duda che "il suo piatto accento americano si è distinto per l'inchiesta ma non tanto quanto il suo personaggio", aggiungendo che "quando ha finito di testimoniare all'inchiesta di Lord Archer, coloro tra il pubblico che non conoscevano il suo lavoro erano stati influenzati dal fatto che lo scandalo fosse persino peggiore di quanto si fossero resi conto - un'idea che sembrava impossibile solamente un'ora prima".
Nel 2009, la conclusione dell'inchiesta durata due anni ha condannato il governo britannico per la sua mancanza di autosufficienza per quanto riguarda il fabbisogno di emoderivati, citando tra le cause delle morti l'utilizzo di sangue proveniente da prigionieri ad alto rischio delle prigioni degli Stati Uniti.
Ulteriori prove raccolte da Duda hanno contribuito al successo di quattro azioni legali collettive per le vittime del sangue infetto in Giappone che hanno portato a una compensazione economica per 1000 vittime e a delle scuse del primo ministro Yasuo Fukuda il quale l'11 gennaio 2008 ha dichiarato pubblicamente: "Dobbiamo francamente ammettere la responsabilità dello Stato nell'aver causato enormi danni alle vittime e per non aver impedito che il danno si diffondesse. Esprimo le mie scuse dal mio cuore."
Duda è stato un forte sostenitore della liberazione del prigioniero Rolf Kaester che sta scontando la condanna all'ergastolo senza possibilità di rilascio sulla parola per aver rapinato 264 dollari da una bancarella di taco a Fort Smith, Arkansas nel 1981. Kaestel è stato trasferito dalla prigione "Cummins" di Grady, Arkansas a una prigione dello Utah per circostanze non chiare dopo essere apparso nel documentario Factor 8 in cui ha parlato delle condizioni deplorevoli del programma di raccolta del plasma sanguigno presso il Department of Correction dell'Arkansas. "Rolf Kaestel, credo, a questo punto è un prigioniero politico", ha dichiarato Duda in un'intervista.
Fino al 2017, Kaestel ha scontato 36 anni della sua condanna a vita senza condizionale. La vittima, Dennis Schluterman, che non è stata danneggiata dal crimine, ha dichiarato pubblicamente che Kaestel dovrebbe essere liberato. "Rolf Kaestel ha fatto un grosso errore e lo ha pagato con la sua vita", ha detto Shluterman. "Un principio fondamentale per il nostro sistema giudiziario è che la punizione dovrebbe essere commisurata al crimine. Questo non è stato il caso."
Nonostante le raccomandazioni di clemenza per Kaestel da parte delle commissioni per il rilascio sulla parola di entrambe le prigioni in Utah e Arkansas, solamente il governatore dell'Arkansas ha il potere di commutare la sua sentenza. Kaestel ha ricevuto la massima pena per rapina grazie all'allora procuratore Ron Fields, il quale era stato uno degli assistenti più vicini di Asa Hutchinson al Department of Homeland Security. Nel 2005, Fields è stato sottoposto a indagine da parte dell'FBI per spaccio di droga e per aver ordinato l'uccisione di Lori Murchinson. Nel 2008, è stato indagato per aver presumibilmente violentato una donna di 24 anni con handicap mentali che all'epoca era la sua figliastra. Tuttavia nessuna accusa è stata mai presentata in entrambi i casi.
Nel 2015, Asa Hutchinson, in qualità di governatore dell'Arkansas ha negato la richiesta di clemenza per Kaestel. "Vogliono solo che muoia", ha detto Duda. "Trovatemi un'altra rapina con pistola ad acqua in Arkansas o nello Utah che ha prodotto una condanna a vita senza condizionale. A un certo punto, questo diventa semplicemente assurdo."
Il 4 dicembre 2017 Duda è stato chiamato a testimoniare dalle parti civili rappresentate dagli avvocati Bertone e Zancla al processo penale in corso a Napoli a carico di Duilio Poggiolini e dei rappresentanti delle aziende farmaceutiche che hanno prodotto e successivamente commercializzato in Italia emoderivati (principalmente il fattore VIII) ottenuti a partire dal plasma infetto proveniente anche dalle prigioni dell'Arkansas.
Nel corso dell'esame è stato visionato in aula un estratto del documentario Factor 8 in cui il dottor Francis Henderson, medico proprietario di una società che si occupava della raccolta del sangue in queste carceri (la Health Management Associates), viene intervistato e riferisce che nell'ottobre-novembre 1982 si è recato presso un'azienda farmaceutica con sede a Rieti di cui non ricorda il nome (all'epoca a Rieti aveva sede l'AIMA Plasmaderivati del gruppo Marcucci, i cui dirigenti sono imputati in questo processo) per spiegare l'operazione di richiamo di lotti di sacche di plasma infetto.

## Altre attività
Duda è stato il referente in Arkansas per il controverso documentario di Wal-Mart: The High Cost of Low Price diretto da Robert Greenwald nel 2005 e ha contribuito al programma televisivo The ACLU Freedom Files. Inoltre, è stato un giudice del Little Rock Film Festival e del Hot Springs Documentary Film Festival.
Il 20 settembre 2007 si è recato a Jena, in Louisiana con alcuni studenti della University of Central Arkansas per partecipare alla marcia per la giustizia a favore di un gruppo di sei ragazzi afroamericani (noti in seguito come Jena Six), assieme a Martin Luther King III e migliaia di altre persone.
Kelly Duda è stato il co-fondatore assieme a Lanette Grate del West Memphis Three Innocence Project, un'associazione senza scopo di lucro che venne presto ribattezzata in West Memphis Three Injustice Project dopo essere stata diffidata per l'utilizzo non autorizzato del nome del Innocence Project e poco dopo disciolta. Duda è stato il presidente del consiglio dell'associazione, di cui facevano parte Grate, Mara Leveritt, Amanda Lamb e Dennis Devine.
La missione dell'associazione era quella di aiutare a scagionare i prigionieri dell'Arkansas Jason Baldwin, Jessie Misskelley e Damien Echols, altrimenti noti come i tre di West Memphis. Mara Leveritt ha ampiamente trattato il caso per l'Arkansas Times e ha anche scritto un libro sull'argomento intitolato Devil's Knot: The True Story of the West Memphis Three che è stato la base per l'omonimo film.
Nel 2012 ha accompagnato l'attore e attivista per i diritti civili George Takei in pellegrinaggio al Rohwer War Relocation Center e al suo cimitero, in occasione del 70º anniversario dell'Ordine Esecutivo 9066 firmato dal presidente Franklin D. Roosevelt. Takei e la sua famiglia erano nippo-americani internati a Rohwer durante la seconda guerra mondiale. Nel 2014 è stato il fotografo per il documentario To Be Takei.
Nel 2015, cinque mesi prima del massacro di Charleston in Carolina del Sud, Duda ha guidato un tentativo di abolizione del Robert E. Lee Day come festività statale in Arkansas attualmente celebrato in concomitanza del Martin Luther King Jr. Day, festa nazionale statunitense, facendo pressione sui legislatori e parlando ai media. "Penso che festeggiare il Lee Day nel giorno di Martin Luther King sia solo una beffa alla memoria dell'uomo che ha lottato per l'uguaglianza", ha affermato ai legislatori. Dopo la stesura di due distinte bozze di legge per la soppressione della festività confederata, la proposta non passò il vaglio della commissione a maggioranza repubblicana. L'Arkansas è uno dei soli tre stati, assieme all'Alabama e al Mississippi, a celebrare una festività sia in ricordo di Lee che di King nello stesso giorno.
Un anno dopo, il governatore repubblicano Asa Hutchinson ha chiesto ai legislatori di approvare una legge che stabilisca un giorno separato per festeggiare il Martin Luther King Day. "È importante che quel giorno sia distinto e separato e focalizzato sulla lotta per i diritti civili e su cosa lui [Martin Luther King] abbia fatto personalmente in questo sforzo", ha detto Hutchinson. Duda ha chiesto che vengano abolite tutte le festività confederate ancora celebrate negli stati del Sud.
Nel marzo 2016, il governo della contea di Pulaski si è espresso a favore della fine della doppia festività con un voto unanime di 13 a 0. Nel dicembre 2016, Duda ha presentato una petizione alla città di Little Rock richiedendo di prendere posizione riguardo alla controversia sulle due festività e di approvare una risoluzione che esorti i legislatori ad abolire il Lee Day a favore del Martin Luther King Day. Il consiglio della città ha votato 8 a 1 a favore dell'esistenza della sola festività in ricordo di King.
Duda ha proseguito la sua lotta e il Senate Bill 519 è stato approvato in entrambe le camere ed è stato promulgato dal governatore Hutchinson il 22 marzo 2017. Il Senate Bill 519 ha eliminato il Lee Day come festa di stato dell'Arkansas, stabilendo tramite un proclama governatoriale un giorno commemorativo per Lee in ottobre e permettendo al King Day, festività federale, di essere festeggiata separatamente come in tutti gli altri stati. In un editoriale sul The Clarion-Ledger, quotidiano di Jackson, Duda ha invitato lo Stato del Mississippi a fare lo stesso.